# Mobilinux
Mobilinux — основанная на Linux операционная система ориентированная на смартфоны. Система впервые была представлена 25 апреля 2005 года компанией MontaVista Software.
В Mobilinux используется открытый исходный код и технологию открытых стандартов. Система расширяема и оптимизирована для низкого энергопотребления, изначально была рассчитана на одноядерные мобильные процессоры архитектуры ARM.

## Mobilinux 5.0
Операционная система Mobilinux 5.0 впервые стала доступна производителям мобильных устройств в ноябре 2007 года.
Программная платформа Mobilinux 5.0 построена на основе ядра Linux 2.6.21

и по сравнению предыдущими версиями ОС получила большое количество нововведений и улучшений.
Компания MontaVista, прежде всего, выделяет наличие средств обеспечения безопасности MicroSELinux, представляющих собой мобильную реализацию системы Security-Enhanced Linux (SELinux), разработанной Агентством национальной безопасности Соединенных Штатов (NSA).
В Mobilinux 5.0 также реализована система динамического управления питанием, позволяющая продлить время автономной работы мобильного устройства от аккумуляторной батареи.
Программная платформа Mobilinux 5.0 характеризуется уменьшенным временем загрузки, которое теперь составляет около пяти секунд. Кроме того, разработчики добавили поддержку внешних модулей беспроводной связи Bluetooth и Wi-Fi, многоядерных процессоров и многочиповых конфигураций.
Также были внесены изменения, нацеленных на ускорение процесса интеграции операционной системы в конечные устройства.

## Распространенность
По заявлениям MontaVista, в конце 2007 года программная платформа Mobilinux применяется на 90% всех Linux-смартфонов.
Более 35 миллионов сотовых телефонов и других мобильных устройств используют Mobilinux.

## Внешние ссылки
- http://lwn.net/Articles/2.6-kernel-api/
- Mobilinux Open Framework
- https://web.archive.org/web/20120114150216/http://mvista.com/product_detail_mob.php
- 2007 Press release